# Georg von Hauberrisser
Georg Hauberrisser, dal 1901 Georg Ritter von Hauberrisser (Graz, 19 marzo 1841 – Monaco di Baviera, 17 maggio 1922), è stato un architetto austriaco naturalizzato tedesco.

## Biografia
Rappresentante del Romanticismo tedesco, durante la sua carriera architettonica perseguì di riprendere i canoni di varie epoche storiche precedenti, per realizzare una vera e propria riformulazione stilistica. 
Ovviamente il Medioevo fu per lui una delle basi di ispirazione più gradite e più ricorrenti.
Il municipio di Monaco di Baviera, lo costruì ispirandosi agli elementi gotici e la struttura divenne in breve tempo un esempio ripreso dai suoi contemporanei.
Il municipio di Wiesbaden invece fu realizzato con canoni rinascimentali.
Hauberisser si distinse anche per opere religiose, come la chiesa di San Paolo a Monaco di Baviera.

## Galleria d'immagini

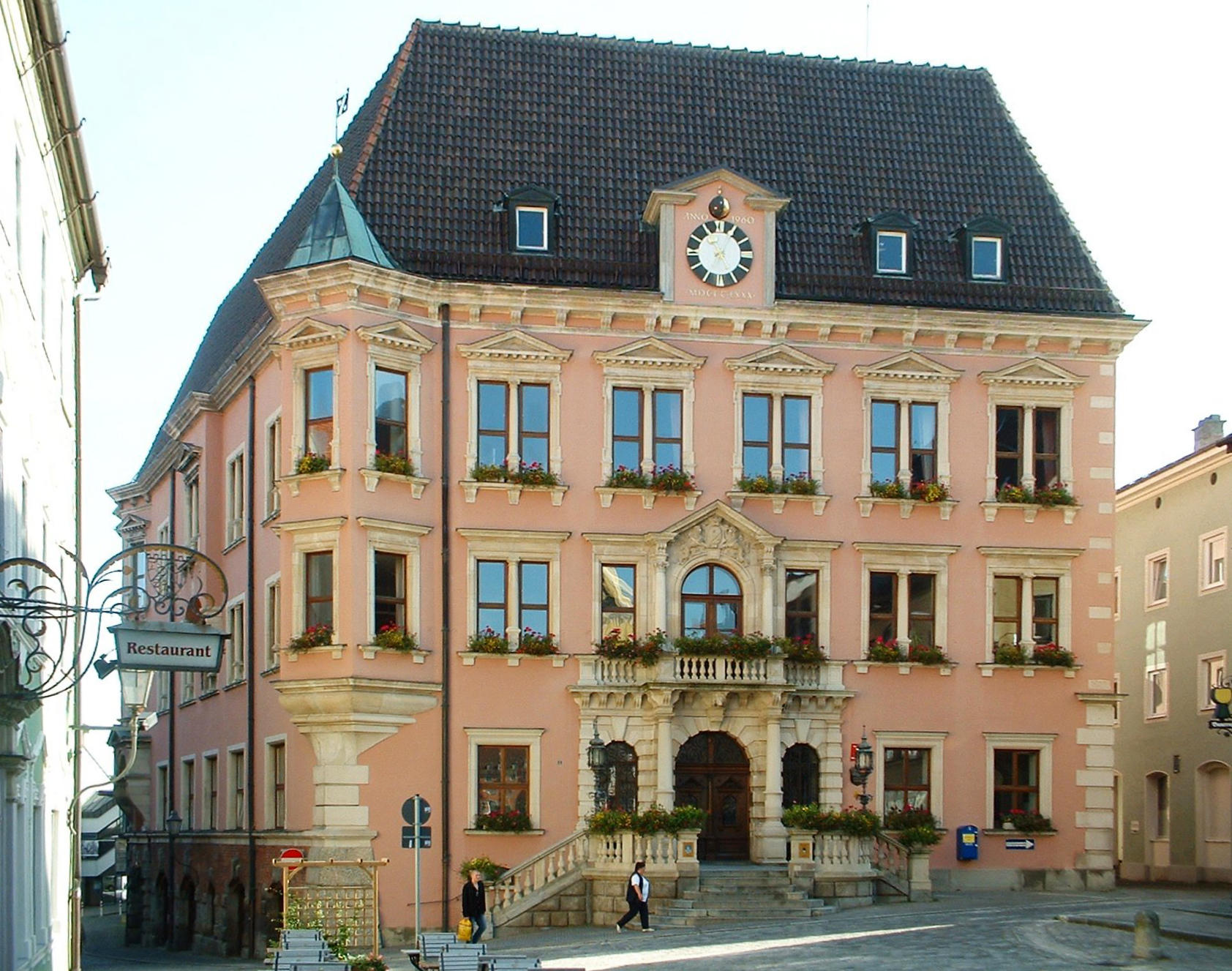
Municipio Kaufbeuren
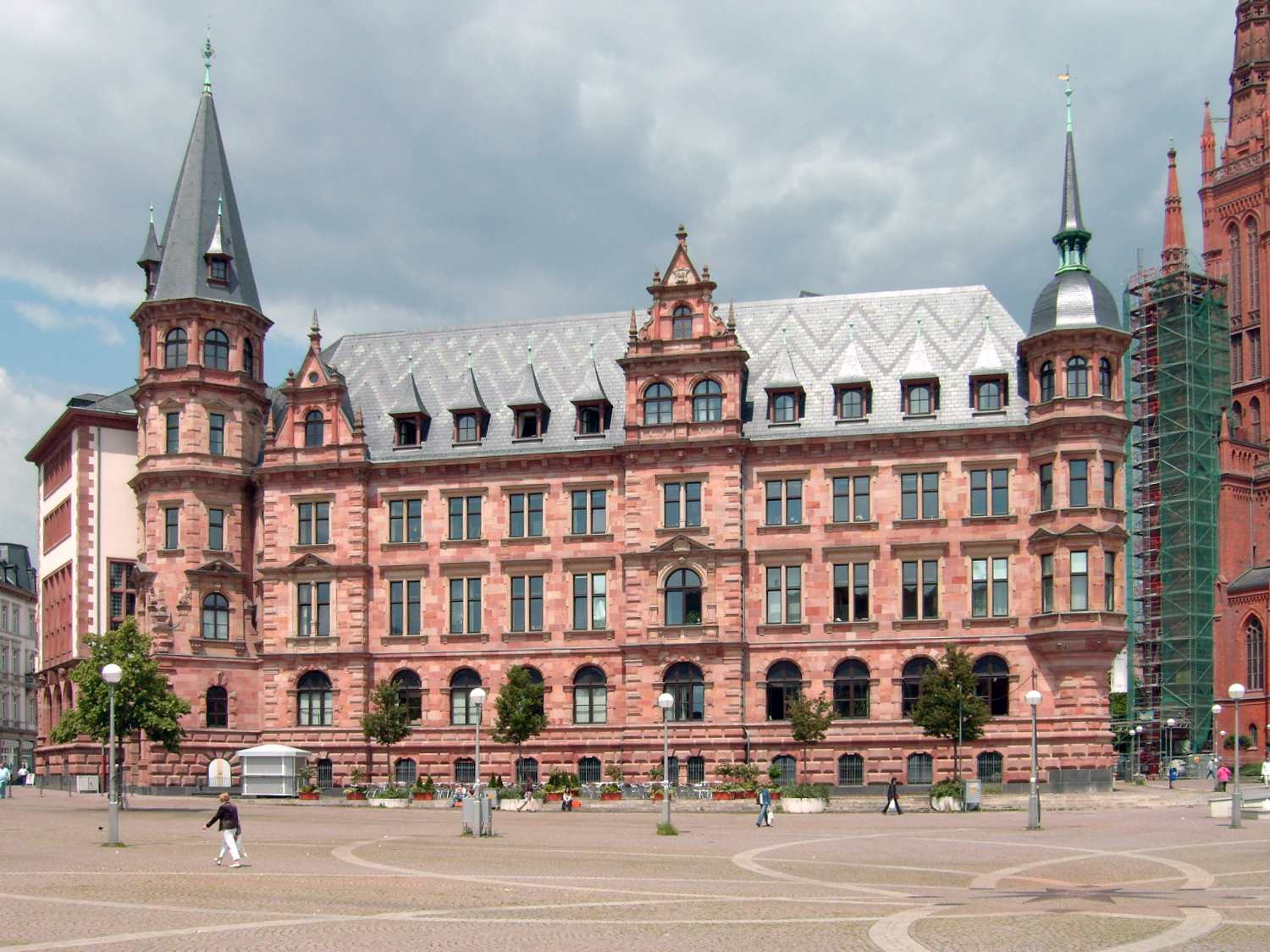
Nuovo Municipio, Wiesbaden
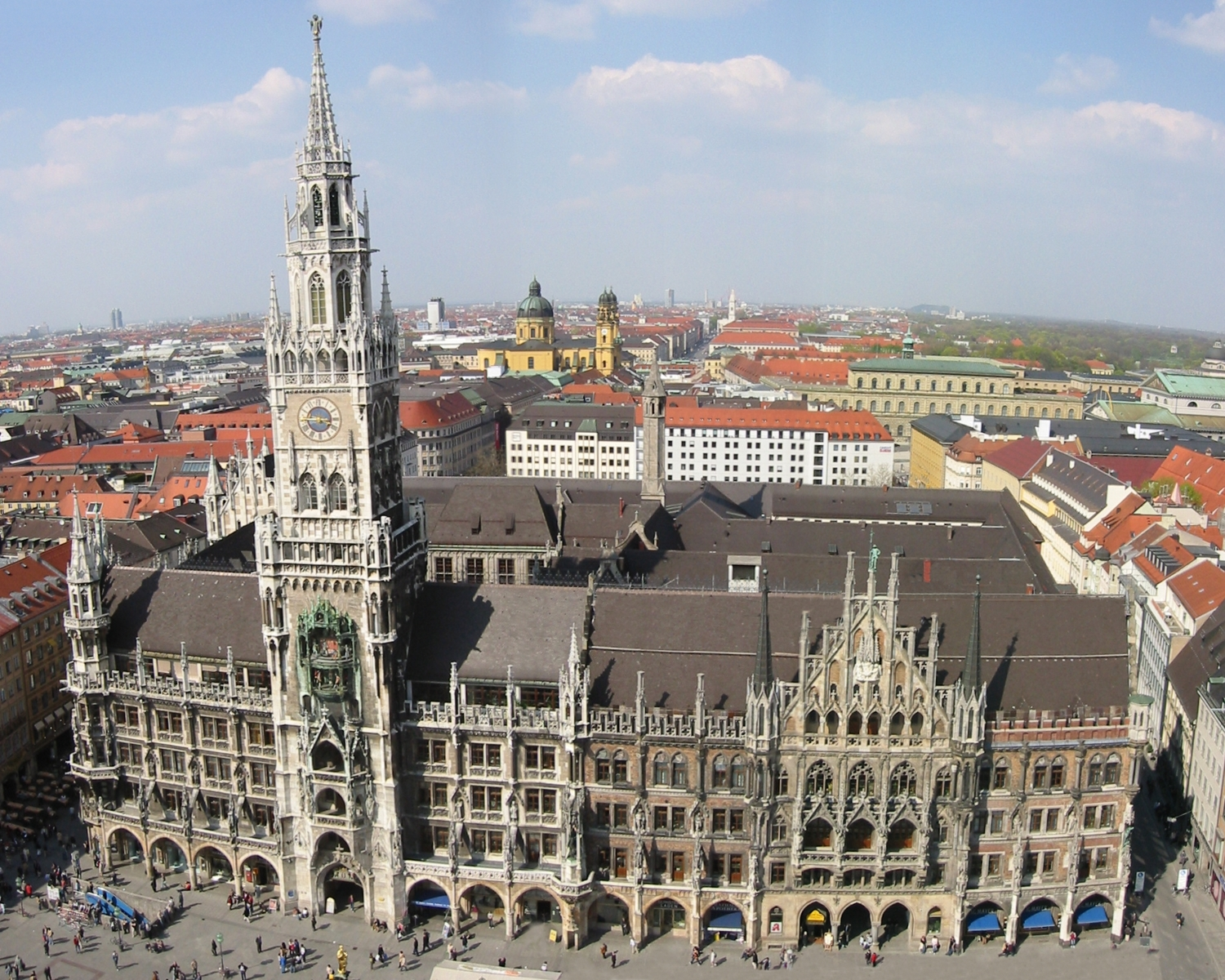
Nuovo Municipio, Monaco di Baviera
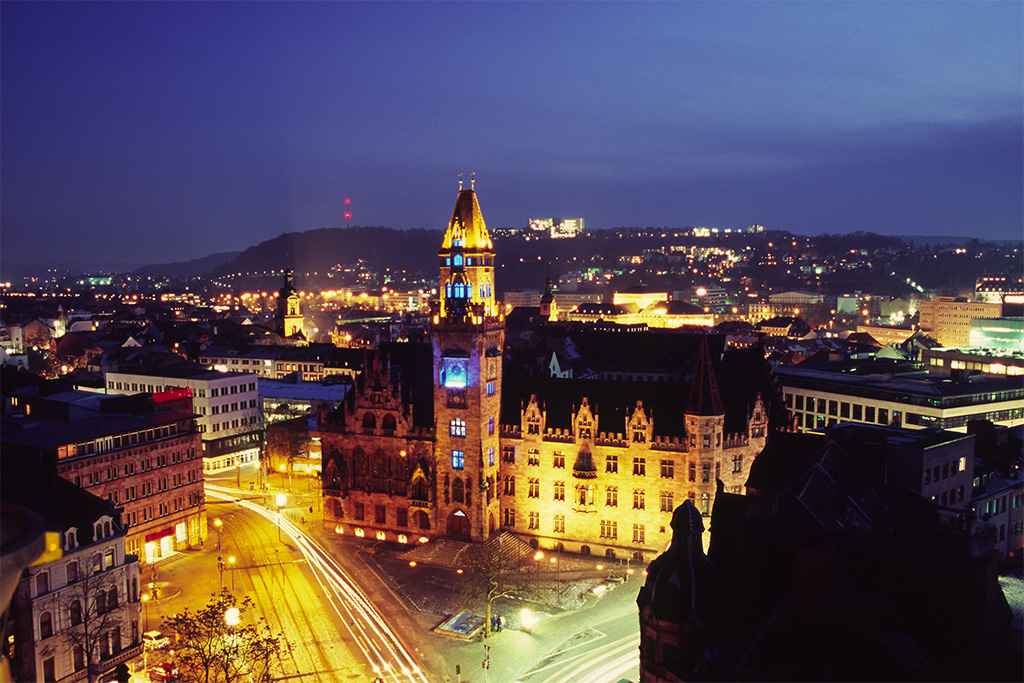
Municipio di Saarbrücken
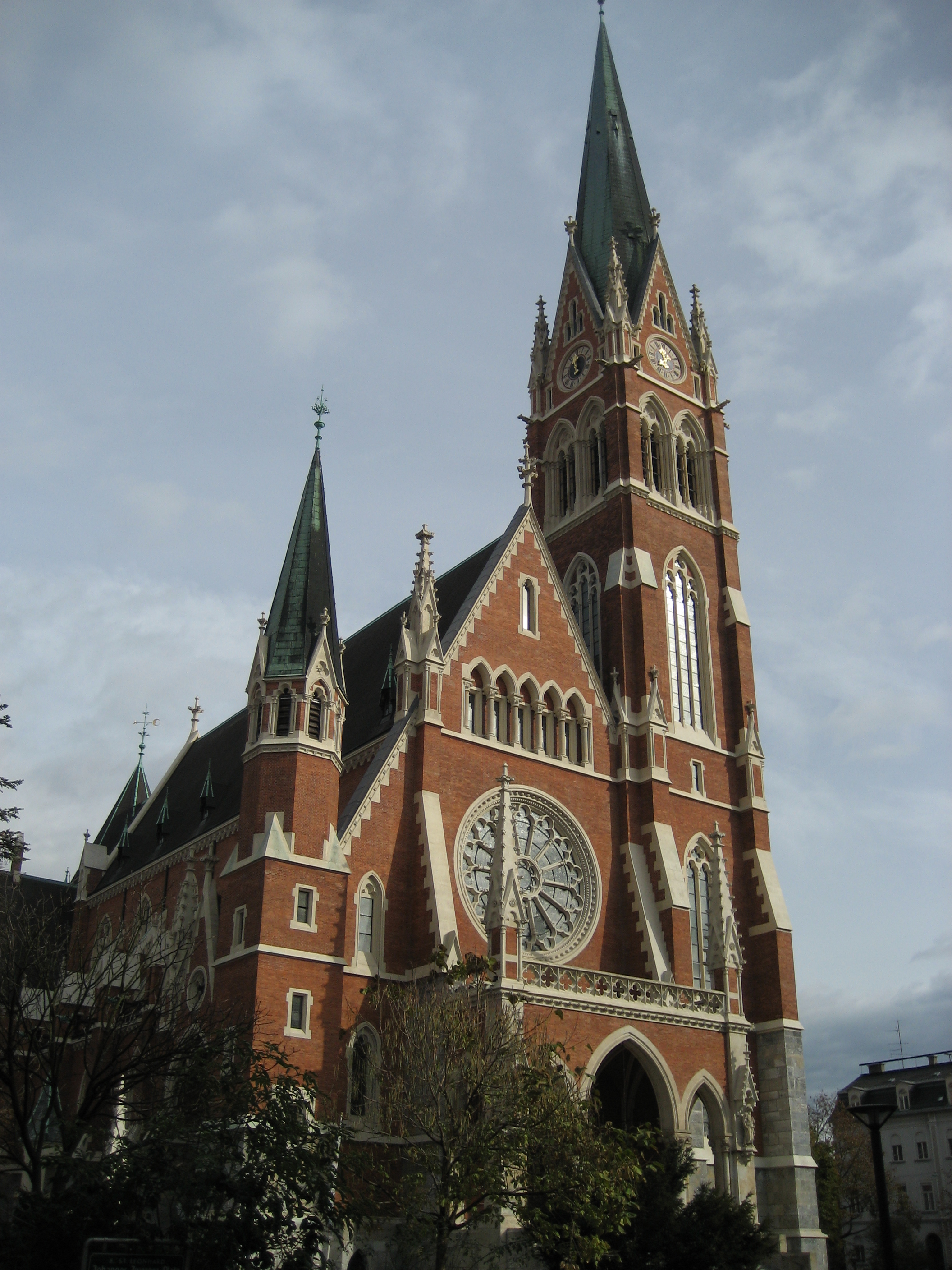
Herz-Jesu-Kirche a Graz
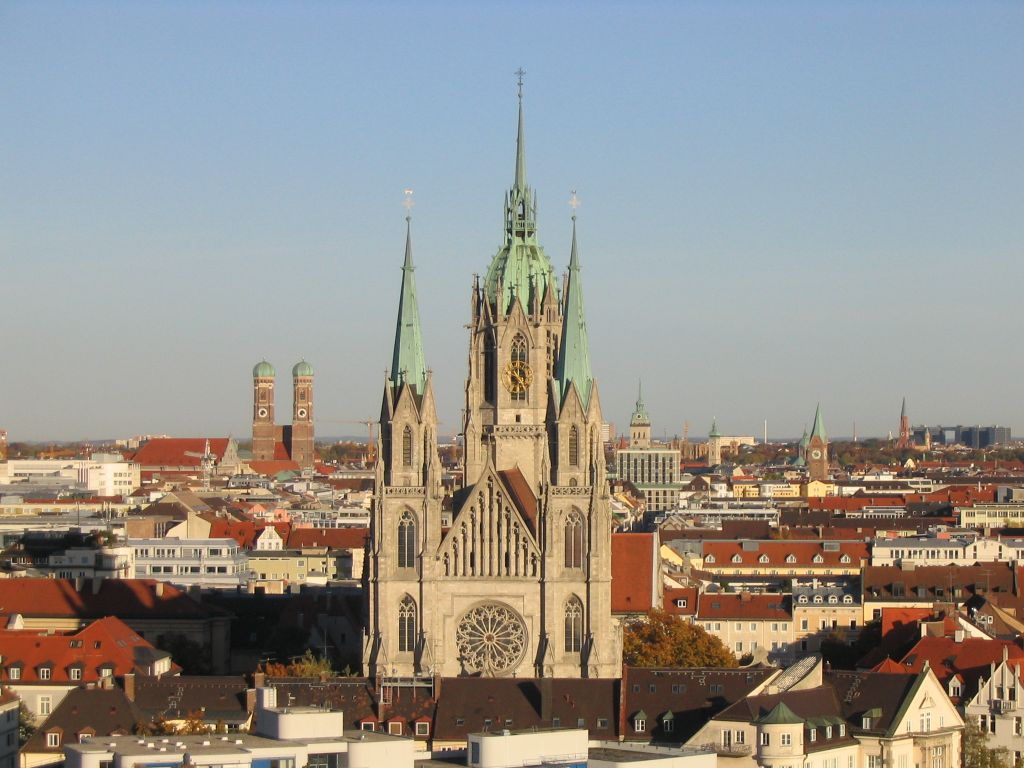
San Paolo a Monaco di Baviera